# 卡瓦利
卡瓦利（Kavali），是印度安得拉邦Nellore县的一个城镇。总人口78351（2001年）。

## 人口
该地2001年总人口78351人，其中男性40603人，女性37748人；0—6岁人口7909人，其中男4005人，女3904人；识字率71.82%，其中男性为77.92%，女性为65.25%。